# Calliopsis trifolii
Calliopsis trifolii är en biart som först beskrevs av Timberlake 1952.  Calliopsis trifolii ingår i släktet Calliopsis och familjen grävbin. Inga underarter finns listade.